# Shining Tears X Wind
Shining Tears X Wind (シャイニング・ティアーズ・クロス・ウィンド, Shainingu Tiāzu Kurosu Windo) est une série télévisée d'animation japonaise mélangeant les genres action, aventure, fantasy et basée sur deux jeux vidéo sortis sur PlayStation 2 : Shining Tears et Shining Wind. La série comprend 13 épisodes réalisée par Hiroshi Watanabe et produit par les Studio Deen.

## Intrigue
D'étranges disparitions se produisent dans la ville de Tatsumi et la cité voisine de Saionji. 
Sôma Akizuki est un étudiant et un membre du conseil des élèves à l'école Saint Luminas à Tatsumi. Les différents adhérents au conseil des élèves sont Kiriya Kaito, Tôka Kureha, Kanon Shiina et Haruto Saionji. Lors de l'une de leurs réunions, Kiriya évoque un rêve qu'il a fait récemment où il aperçoit une très belle femme aux oreilles étranges, qui lui annonce que la porte vers l'autre monde sera ouverte quand fleurira l'arbre. La nuit suivante, une étrange lueur apparaît en ville. Celle-ci dépose une jeune femme à l'allure d'un chat du nom de Mao. Elle est à la recherche d'un dénommé Zero. Cependant, elle n'est pas la seule à avoir été transportée dans ce monde. Un loup-garou est également apparu et saccage l'école de Saint Luminas. Les membres du conseil s'interposent et un combat s'engage. Mais malheureusement, un voyage inverse s'enclenche. Celui-ci fait voyager Kureha et Sôma seuls dans cet autre monde : Le Monde des Illusions.

## Personnages
Akizuki Sôma : le personnage vraiment principal de la série. Membre du conseil des élèves, il est amoureux de Tôka Kureha, et c'est en voulant la protéger qu'il révèlera son pouvoir de guerrier. Il a une grande fierté, d'où ses frictions avec Kiriya sur End Earth, mais il apprendra peu à peu à être plus humble. Il a été choisi par Zero pour protéger End Earth. Il est capable de tirer une épée de la plupart des membres du Weiss Ritter.
Kaito Kiriya : autre membre du conseil. Il est transporté sur End Earth en compagnie de Seena et tout comme Sôma, il se révèle être un guerrier ; c'est de Seena qu'il tirera une épée la plupart du temps. Il pratique le kendô et il est assez modeste. Il se sent étrangement proche de Zecht. Son épée à lui n'est autre que le Saint Graal de Sôma.
Haruto Saionji : chef des membres du conseil. Il est extrêmement fier, et semble être au courant de l'existence d'un monde parallèle. Également connu sous l'identité de l'empereur Traihart, il veut conquérir le reste de End Earth pour sauver le pays des Elfes, Astrea. Celui-ci a d'ailleurs disparu avec son arrivée, pour former un empire. Il arrive sur End Earth en compagnie d'une élève, Hiruda Leah. Lui aussi est un guerrier.
Touka Kureha : membre du conseil. Gentille, douce et belle, elle est amoureuse de Kiriya. Elle officie parfois comme une prêtresse, d'où l'intérêt que lui portera Shumari. Son épée est une épée de glace du nom de Setsugekka.
Kanon Seena : membre du conseil. Elle a un caractère bien trempé, flamboyant même, qui se reflète dans l'épée que Kiriya tire d'elle : c'est une épée de feu, capable même d'être utilisée comme une arme à feu. Elle fonde les Luminas Knight, un groupe de mercenaires dont les seuls membres sont elle, Kiriya et une elfe du nom de Hôme.
Hiruda Leah : élève à Saint Luminas, elle semble bien connaître Saionji. C'est elle qui trouve dans la bibliothèque de leur école le livre qui les emmènera, elle et Saionji, sur End Earth. Elle a une double-personnalité, et donc deux épées en elle, chacune correspondant à une personnalité. La première est douce, timide, et son épée est le Saint Graal de Saionji / Traihart. La deuxième est tout ce qui peut exister de mauvais dans son cœur : méchante, violente, etc. Son épée est l'épée de la Bête Mythique, Mysteltain.
Mao : Femme-chat, princesse de Beastia et amie de d'enfance de Zero. A fondé le Weiss Ritter, qui a déjà sauvé End Earth auparavant. C'est elle qui emmènera, bien que par erreur, Sôma et Kureha sur Edn Earth. Son épée est l'Epée du Roi Lion.
Zero : Membre du Weiss Ritter anciennement connu sous l'identité de Xion. Il garde enfermé en lui le mal absolu, Zerobouros, d'où son aile gauche noire. Son aile droite en revanche est blanche, signe de la lumière dans son cœur. Il est constamment tiraillé entre ces deux facettes, et a tellement peur de céder à la facette du mal qu'il choisit Sôma pour protéger ce monde à sa place. Il porte deux bagues, symboles et cages du pouvoir de Zerobouros, une à chaque main.
Ryûna : membre du Weiss Ritter. Prêtresse du Dieu Dragon, elle fut l'ancienne réceptacle de Zerobouros, mais Xion la tua bien contre son gré et absorba le chaos. Néanmoins, il la ressuscita. Son épée est l'Epée du Dragon Sacré.
Lazarus : Dragon, membre du Weiss Ritter. Son épée est Gekirinkongo, l'Epée du Dragon Vert. Lui aussi fut tué par Xion, qui était alors sous l'emprise de Zerobouros après la mort de Ryûna, mais tout comme elle il fut ressuscité.
Blanc Neige : membre du Weiss Ritter. C'est une sorcière très puissante qui manipule l'élément de la Glace ; elle vit dans un igloo situé... en plein milieu d'un désert... Tout comme Kureha, son épée est une épée de glace.
Elwing : elfe, membre du Weiss Ritter. Elle est capable de faire appel aux esprits de la nature et les allier avec ses flèches. Son épée est une épée électrique. Elle est aussi à la recherche de Zero, et est prête à l'éventualité de le tuer si jamais il penchait vers le mal.
Zecht / Cerestia : Cerestia fut tuée par le roi de Pilius, trompé par Shumari ; et elle est la femme qui est apparue dans le rêve de Kiriya. Son corps est mort, mais son esprit, lui, réside toujours en ce moment, dans la place sacrée des Elfes, Elnarit. Quant à Zecht, c'est une forme de vie créée à partir des gênes de Cerestia, la défunte Reine des Elfes et sœur de Killrain, et d'anciennes armes dont l'utilisation a été proscrite depuis des siècles. Elle a été créée par Leah pour le combat, et de nombreux clones d'elles ont été faits. Kiriya se sent étrangement proche d'elle, et pour cause : son épée n'est autre que le Saint Graal de Kiriya.
Killrain : Prince des Elfes, il se soumet volontairement à Traihart, probablement parce que Leah a en quelque sorte ressuscité sa sœur en créant Zecht. Lorsque Zecht mourra, il deviendra fou de douleur et amènera sur End Earth la tristesse et le désespoir.
Shumari : chancelier de Seiran, il est à la tête de ce pays pendant que le roi Roên parcourt le monde. Incarné sous la forme d'un renard à 9 queues, il est trompeur, avide et tient à faire la guerre avec Pilius. C'est lui qui est à l'origine de la mort de Celestia.
Roên : Roi de Seiran, il parcourt le monde en laissant à son chancelier Shumari le soin de gérer le pays à sa place. Sôma et Kureha le rencontreront lors de leur arrivée sur End Earth mais n'apprendront sa véritable identité que bien plus tard.

## Liste des épisodes
| No | Titre français              | Titre japonais | Titre japonais         | Date de 1re diffusion |
| No | Titre français              | Kanji          | Rōmaji                 | Date de 1re diffusion |
| -- | --------------------------- | -------------- | ---------------------- | --------------------- |
| 01 | Aujourd'hui X L'autre Monde | 現代×異世界    | Gendai Kurosu i Sekai  | 6 avril 2007          |
| 02 | Cœur X Epée                 | 心×剣          | Kokoro Kurosu Ken      | 13 avril 2007         |
| 03 | Ami X Amour                 | 友×恋          | Tomo Kurosu Koi        | 20 avril 2007         |
| 04 | Mission X Compagnons        | 使命×仲間      | Shimei Kurosu Nakama   | 27 avril 2007         |
| 05 | Elfe X Elfe                 | 妖精×妖精      | Yousei Kurosu Yousei   | 4 mai 2007            |
| 06 | Sable Chaud X Glace & Neige | 熱砂×氷雪      | Nessa Kurosu Hyousetsu | 11 mai 2007           |
| 07 | Vent X Larmes               | 風×涙          | Kaze Kurosu Namida     | 18 mai 2007           |
| 08 | Weiss Ritter X Zero         | 白騎士×零      | Shiro Kishi Kurosu Rei | 25 mai 2007           |
| 09 | Désespoir X Espoir          | 絶望×希望      | Zetsubou Kurosu Kibou  | 1er juin 2007         |
| 10 | Réunion X Liens             | 再会×絆        | Saikai Kurosu Kizuna   | 8 juin 2007           |
| 11 | Esprit X Sorcière           | 精霊×魔女      | Seirei Kurosu Majo     | 15 juin 2007          |
| 12 | Lumière X Ténèbres          | 光×闇          | Hikari Kurosu Yami     | 22 juin 2007          |
| 13 | Monde X Cœur                | 世界×心        | Sekai Kurosu Kokoro    | 29 juin 2007          |

## Musique
Générique d'ouverture : Shining Tears de Soichiro Hoshi.
Générique de fin : Hikari no Silhouette de Soichiro Hoshi.

### Original Soundtrack
Comme tous les animes, Shining Tears a un OST, composé de deux CD.
Référence : GNCA-7103
Titre : Shining Tears X Wind Original Soundtrack
Date de sortie : 28 novembre 2007
Compositeur : Haneoka Kei (a aussi composé l'ost de Rec)
DISC 1
1. Shining Tears (TV SIZE)
2. Furugatari
3. Fuon na Kage
4. Yochou
5. Taiji
6. Isoge!
7. Semarikuru Yami
8. Shiro to Kuro no Tsubasa
9. Elf no Joou
10. Kiki Tourai!
11. Ressei
12. Kokoro, Kono Te Ni
13. Shinpi no Miko
14. Hisou
15. Serain Gun, Shutsugeki
16. Hitotoki no Yasuragi
17. Hangeki Kaishi
18. Kunou no Hate
19. Uzumaku Inbou
20. Yuusou
21. Shinpeki no Ken
22. Hijou Naru Houkou
23. Tatenu Densetsu
24. Honoka na Omoi
25. Mishiranu Gen'ei
26. Beilgrade Gun, Shutsugeki
27. Hankou
28. Kyouki no Shippuu
29. Ransen
30. Kokoro, Wakarete
31. Konmei
DISC 2
1. Modorenai Michi
2. Shinsou de Ugomeku Mono
3. Kaze wa Doko ni
4. Zetsubou no Hyouheki
5. Sakki na Unmei
6. Shirokishi Tachi no Kizuna
7. Ki Takaki Kokorozashi
8. Kuzureyuku Kinkou
9. Iza!
10. Yami Yori Ideshi Mono
11. Nagomi no Toki
12. Amaterasu no Miko
13. Mayoi Neko
14. Omoi wa Ima Mo
15. Mebae
16. Kuroi Rasen
17. Tenpuu no Miko
18. Honoo no Yuuki, Taiyou no Ketsui
19. Hontou no Tsuyosa
20. Kyuukyoku Shinken -Traihard-
21. Youmaou no Mezame
22. Jaaku Naru Hane
23. Kyuukyoku Shinken -Kiriya-
24. Yuujou no Katachi
25. Kyuukyoku Shinken -Souma-
26. Kokoro wo Kasanete
27. Tamashii no Yukue
28. Eikyuu no Yasuragi
29. Tabidachi ~ Shining Tears
30. Kokoro no Ken wo...
31. Hikari no Silhouette (TV SIZE)